# Alan McInally
Alan Bruce McInally (Ayrshire, 10 febbraio 1963) è un ex calciatore scozzese, di ruolo attaccante.

## Palmarès

### Club

#### Competizioni nazionali
- Campionato scozzese: 1

Celtic: 1985-1986
- Coppa di Scozia: 1

Celtic: 1984-1985
- Campionato tedesco: 1

Bayern Monaco: 1989-1990
- Supercoppa di Germania: 1

Bayern Monaco: 1990